# マルクヴァルト・ゼバスティアン・シェンク・フォン・シュタウフェンベルク

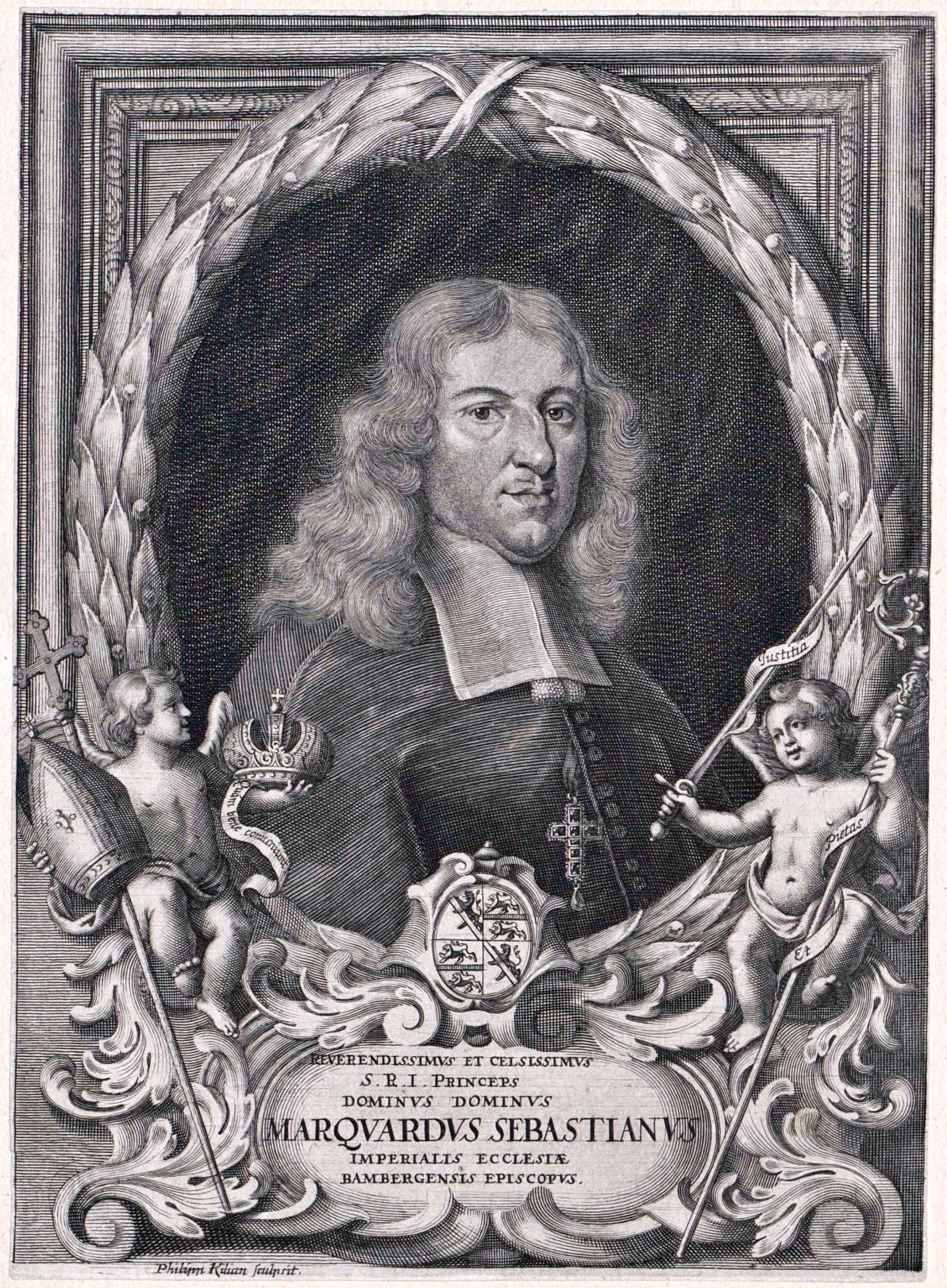
マルクヴァルト・ゼバスティアン・フォン・シュタウフェンベルク

マルクヴァルト・ゼバスティアン・シェンク・フォン・シュタウフェンベルク（Marquard Sebastian Schenk von Stauffenberg, 1644年5月14日 - 1693年10月9日）は、ドイツのバンベルク諸侯司教（在任1683年 - 1693年）。
シュヴァーベン地方の貴族出身で、バンベルク、ヴュルツブルク、アウクスブルクの司教座聖堂参事会員に名を連ねていた。1683年、教皇インノケンティウス11世及び神聖ローマ皇帝レオポルト1世の推挙によりバンベルク司教に就任する。バンベルク大聖堂のカントルをも務め、イエズス会の布教活動を援助した。また司教区での多額の寄付集めに成功し、多額の教会建築補助金を得た。彼はフランケン・スイスのグライフェンシュタイン城を個人資産として購入した。また、司教の夏の居館としてゼーホーフ城を建設した。司教領内のギーヒブルク城の改築と拡張を計画していたが、実現はしなかった。